# Stanisław Zapała
Stanisław Zapała (ur. 11 lutego 1902 w Tarasce koło Opoczna, zm. 30 maja 1982 w Radomiu) – polski nauczyciel, wieloletni dyrektor kilku radomskich szkół średnich.

## Życiorys
Uczęszczał do szkoły elementarnej w Sulejowie, w latach 1914–1920 był uczniem Państwowego Gimnazjum w Piotrkowie Trybunalskim, gdzie zdał maturę. W 1924 uzyskał przed Komisją Państwową w Radomiu uprawnienia nauczyciela i we wrześniu tegoż roku skierowany został do pracy w szkole powszechnej w Żelaznej Starej. Rok później został kierownikiem szkoły powszechnej w Osiemborowie (powiat Kozienice); w czasie kilkuletniej pracy tamże uzupełniał kwalifikacje i w 1931 na Wyższym Kursie Nauczycielskim w Wilnie uzyskał dyplom nauczyciela historii.
1 września 1931 został kierownikiem Szkoły Powszechnej w Magnuszewie. W tej 7-klasowej placówce przepracował kolejne piętnaście lat, w tym okres II wojny światowej. Zainicjował działalność szkolnych kół zainteresowań i ogródka doświadczalnego, a także zajmował się pedagogizacją rodziców. Nie został powołany do wojska w chwili wybuchu wojny; uczestniczył w ruchu oporu, wraz z rodziną pomagał polskim uciekinierom i rannym. Potem był żołnierzem Armii Krajowej o pseud. "Zamach", dowódcą plutonu w placówce Sworzyce AK sierż. Józefa Pawlika "Okonia". Pozostawiony przez okupantów na stanowisku kierownika szkoły (odsunięty został dopiero w 1943, ale pracował nadal w szkole), mimo pracy pod nadzorem niemieckich inspektorów, wraz z m.in. Romanem Starko, Janem Ciachem, Kazimierą Mazurek, Mieczysławem Pietrusiewiczem, Józefem Karpińskim i Wacławem Gawskim włączył się aktywnie w konspiracyjne nauczanie. Prowadził tajne komplety dla młodzieży powiatu koneckiego z języka polskiego, historii, geografii – na poziomie szkoły podstawowej i szkoły średniej. Był członkiem Tajnej Organizacji Nauczycielskiej. Do końca okupacji jego działalność nauczycielska nie została przez Niemców zdemaskowana.
Na początku 1945 przeniósł się do Kozienic. Podjął pracę w administracji szkolnej w charakterze podinspektora, zajmując się takimi sprawami, jak odbudowa zniszczonych szkół, organizacja nowych placówek, wyposażanie szkół w sprzęt, kształcenie nauczycieli. Organizował również w okolicznych wsiach kursy dla analfabetów. W 1948 zamieszkał w Radomiu i został pierwszym dyrektorem najmłodszej szkoły średniej w mieście – Jedenastoletniej Ogólnokształcącej Szkoły Rozwojowej Nr 2 w Radomiu (obecnie V LO im. Romualda Traugutta), która powstała na bazie Szkoły Ludowej im. Władysława Syrokomli przy ul. Kieleckiej. Placówką tą kierował do 1952. W roku szkolnym 1952/1953 pełnił funkcję dyrektora II LO im. Marii Konopnickiej w Radomiu, zastępując na tym stanowisko Kazimierę Mazurek-Sendek – żonę wojskowego Ludwika Sendka.
Od grudnia 1948 był członkiem Polskiej Zjednoczonej Partii Robotniczej, na przełomie lat 50. i 60. przewodniczył Komisji Oświaty przy Komitecie Miejskim PZPR w Radomiu. Działał w Związku Nauczycielstwa Polskiego, w latach 1949-1953 był przewodniczącym zarządu Oddziału Miejskiego, potem przez lata zasiadał we władzach tego oddziału. Należał też m.in. do Towarzystwa Przyjaciół Dzieci i Towarzystwa Przyjaźni Polsko-Radzieckiej.
W latach 1956–1972 dyrektorował radomskiemu VI LO im. Jana Kochanowskiego, będąc dzięki temu ówcześnie najdłużej urzędującym dyrektorem w historii szkoły (16 lat). Osiągnięcie to poprawił dopiero Karol Semik, kierujący VI LO w latach 1991–2007 (16,5 lat). To za dyrektorowania VI LO przez Stanisława Zapałę, dzięki wielu sukcesom uczniów w olimpiadach przedmiotowych, szkoła zyskała miano "szkoły olimpijczyków", a w marcu 1965 dołączyła do Szkół Stowarzyszonych UNESCO; łącznie 38 uczniów uzyskało tytuł laureata olimpiad – głównie chemicznej, fizycznej i biologicznej. Na czas pracy Zapały w tym liceum przypadło również oddanie do użytku nowego gmachu. Jedna z sal w VI LO nosi obecnie imię wieloletniego dyrektora. 
W 1956 brał udział w utworzeniu i przez pierwsze trzy lata kierował Liceum dla Wojskowych przy Oficerskiej Szkole Lotniczej im. Żwirki i Wigury w Radomiu.
Działalność społeczną aktywnie kontynuował również po przejściu na emeryturę w 1972. Uczestniczył w życiu kulturalnym Radomia, a dyrektor Miejskiej Biblioteki Publicznej Czesław Zwolski zapamiętał go jako jednego z "najaktywniejszych i najwierniejszych czytelników", miłośnika literatury pięknej i historycznej. Wspominany jest jako człowiek "wiecznie pogodny, radosny i dowcipny", a w pracy zawodowej zdolny organizator i utalentowany pedagog, cieszący się autorytetem wśród uczniów, współpracowników i lokalnych władz. 
Został odznaczony m.in. Złotym Krzyżem Zasługi (1959), Krzyżem Kawalerskim Orderu Odrodzenia Polski (1966), tytułem "Zasłużony Nauczyciel PRL" (1973), Medalem Komisji Edukacji Narodowej (1974), odznakami Związku Nauczycielstwa Polskiego, Towarzystwa Przyjaciół Dzieci, Towarzystwa Przyjaźni Polsko-Radzieckiej. W uznaniu pracy zawodowej odebrał także szereg nagród, m.in. ministra oświaty, wojewody kieleckiego, prezydenta Radomia, nagrodę zespołową I stopnia im. Jana Kochanowskiego.

## Życie prywatne
Pochodził z rodziny chłopskiej, był synem Józefa i Marianny z domu Pilarczyk. Miał sześcioro rodzeństwa.
W 1926 poślubił nauczycielkę Stanisławę z domu Rzycką (1904-1988), z którą miał troje dzieci – córkę Alinę po mężu Ornatowską (1928-2016) oraz synów zmarłego w dzieciństwie Macieja Eligiusza (?-1933) i Jerzego (1934-1982). Zmarł 30 maja 1982 i został pochowany na cmentarzu komunalnym przy ul. Limanowskiego w Radomiu.